# Léo Sajous
Léo Sajous – haitański lekarz z tytułem doktora, pisarz, dyplomata.
Jako lekarz pracował w Paryżu. Tamże współpracował przy tworzeniu periodyku „Le Cri des nègres”, w 1930 założył Uniwersalny Komitet Instytutu Czarnego, a następnie był twórcą i od 1931 do 1932 prowadził wielojęzykowe czasopismo o charakterze panafrykańskim pt. „La Revue du Monde Noir”.
W drugiej połowie 1933 przybył do Warszawy składając Lidze Morskiej i Kolonialnej ofertę podjęcia relacji o charakterze gospodarczo-kulturalnych pomiędzy Liberią a Polską. W kwietniu 1935 uzyskał exequatur jako konsul generalny Republiki Liberyjskiej na obszar RP z siedzibą w Warszawie (pod koniec tego miesiąca konsulat został otwarty w stolicy Polski).